# Лиман (Астраханская область)
Лима́н (до 1943 — Долбан) — посёлок городского типа в Лиманском районе Астраханской области России, вместе с селом Песчаное образует городское поселение «Рабочий посёлок Лиман». Расположен в южной части области в 85 км к юго-западу от Астрахани, в 65 километрах от Икряного, в 59,5 километрах к северо-востоку от Лагани. В 20 км северо-западнее посёлка находится станция Зензели на железнодорожной линии Астрахань — Кизляр.

## География
Посёлок Лиман расположен на юго-западе Астраханской области, в Прикаспийской низменности, которая является самым молодым ландшафтом европейской части, в зоне подстепных ильменей. Современная часть посёлка когда-то была затоплена Каспийским морем. С севера посёлок ограничен ильменем Большой Долбанский. Поверхность равнинная, лежащая в основном ниже уровня моря, климат резко континентальный. Характеризуется сухой и жаркой весной, засушливым летом и холодной, обычно бесснежной, сопровождающейся ветрами зимой.

## История
Существует мнение, что посёлок был основан во времена заселения Кизлярского тракта. Администрация Лиманского муниципального района приняла решение считать годом образования его первое упоминание в Памятной книжке Астраханской губернии «Вся Астрахань и весь Астраханский край» в 1889 году, где значится ставка Яндыко-Мочажного улуса на урочище Долбан, расположенная в 8 верстах от села Яндыки. В то время, когда царское правительство приступило к устройству Кизлярского тракта и появились первые землянки ставки Долбан, Яндыковской волости, Астраханского уезда. Названо оно в честь богатого калмыка Д. Долбанова.
Согласно сведениям, содержащимся в Памятной книжке Астраханской губернии на 1914 год в ставке Долбан имелось 43 двора, проживало 93 души мужского и 97 женского пола. К 1916 году в селе Долбан было 48 дворов (12 — русских, 36 — калмыцких), трехклассная школа на двадцать пять человек, причем обучались только мальчики, больница на 20 коек для мужчин и 10 коек для женщин, которая была единственной на 3500 чел. всего Яндыко-Мочажного улуса Калмыцкой степи Астраханской губернии (до 1905 года).
В 1917 году в селе Долбан был создан отдел милиции.

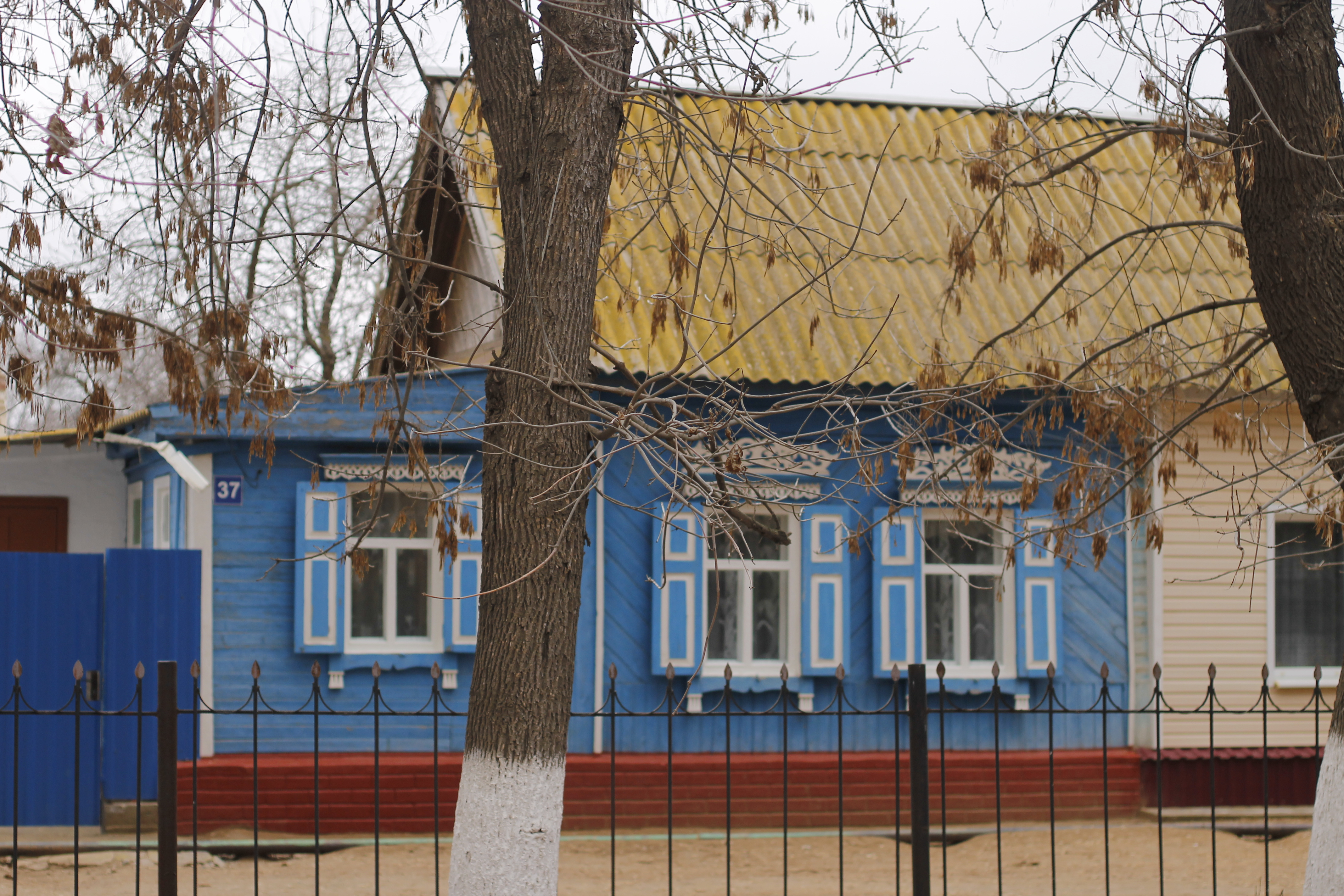
Деревянный дом

С 25 ноября 1920 года по 1930 год село Долбан являлся ставкой Яндыко-Мочажного улуса, образованной Калмыцкой автономной области. 7 ноября 1921 года в Долбане открыт клуб с читальней, библиотекой и культкружком. В это же время были вновь открыты школа и больница. В 1922 году сельская школа стала считаться средней.
1930 по 1935 годы являлся центром Приморского улуса Калмыкии, с 25 января 1935 года Долбан в связи с упразднением Приморского улуса стал центром Долбанского района (улуса) Калмыкии. В связи с депортацией калмыков и ликвидацией Калмыцкой АССР в декабре 1943 года село было передано Астраханской области и было переименовано в село Лиман Лиманского района Астраханской области и образован сельский совет.
В 1934 году образована государственная конюшня. В 1936 году был образован колхоз «Красный Долбан», который в 1943 году переименован в «Красный коневод». В 1937 году построен маслозавод.
В 1943 году организована артель «Волга», в которой изготовлялись вещи для фронта.
В 1961 году в селе Лиман открывается контора бурения и начинается интенсивное жилищное строительство, построен микрорайон — городок нефтяников (10 улиц). С притоком рабочих, открытием новых рабочих мест появляется крупная организация АУТТ, которая обслуживает буровые, в результате начинается активное развитие социальной сферы села. Были построены вторая средняя школа, стадион «Нефтяник», 5 детских садов, ЦРБ, аптека, магазин ОРСа и райрыбпо, здания райкома партии, райисполкома, сельсовета, Лиманского РОВД, художественной, музыкальной, спортивной школ, столовой, военкомата.
В центральной части посёлка расположили Аллею Славы, с портретами лучших людей посёлка по профессиям, были разбиты парки: Комсомольский, Мира. Проводились субботники, на которых высаживались деревья, в результате центр посёлка в настоящее время утопает в зелени.

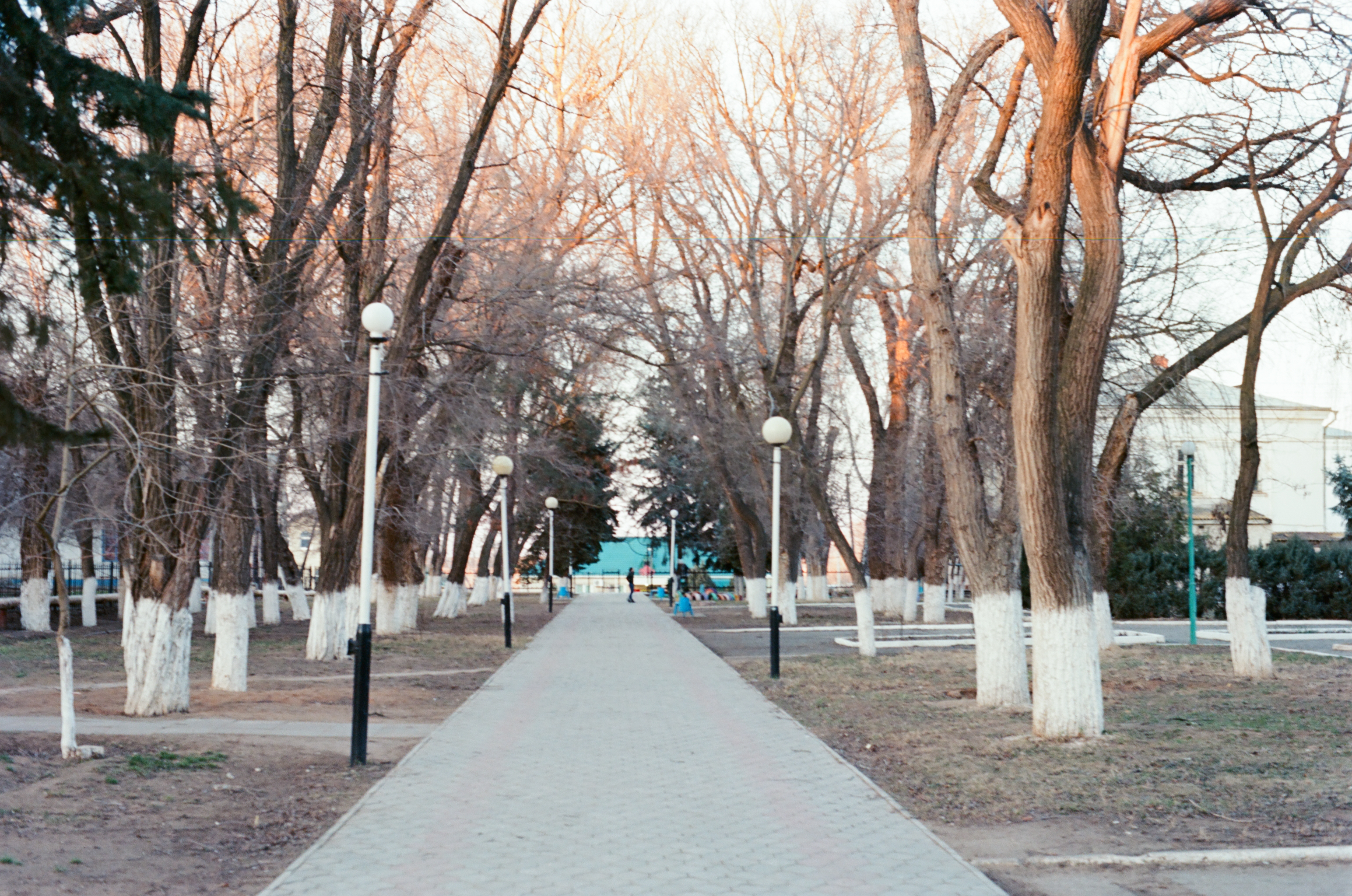
Аллея (2020)

В 1965 году решением исполнительного комитета Астраханского областного совета депутатов трудящихся № 895 от 14.10.1965 село Лиман было преобразовано в рабочий посёлок Лиман, а Лиманский сельский совет переименован в Лиманский поселковый совет народных депутатов.
В 1975 году к 30-летию Победы был построен памятник погибшим в годы Великой Отечественной войны, по решению совета ветеранов был подведен зажжен Вечный огонь и уложены мраморные плиты.
В 1989 году разбит парк Ветеранов, в котором расположили бассейн и детскую игровую площадку.
С 1976 года по 1991 год годы были построены универмаг, гостиница, дом культуры на 600 мест, кинотеатр «Юбилейный», автостанция, поликлиника, ресторан «Русь», новое здание поселкового Совета, кафе «Театральное», два 96-квартирных жилых дома, здания райрыбпо, заготконторы, ЛПМК, МПМК, ПМК-15, ДРСУ, райком партии.
В 1992 году были образованы казахское культурное общество «Жолдастык», калмыцкое общество «Гэрэл», русское общество «Живой родник».
В 1994 году открыт Лиманский музей.
В 1996 году по улице Мира был открыт памятник воинам-интернационалистам с мемориальной плитой «Никто не создан для войны» тем, кто погиб в локальных конфликтах (Афганистан, Чечня, Северная Осетия).
26 апреля 1999 году у здания центральной библиотеки установлен памятник участникам ликвидации последствий аварии на Чернобыльской АЭС.
В 2003 году открыты два колледжа и один вуз на базе средних школ № 1 и № 2. В настоящее время профессиональное образование можно получить в профессиональном училище № 21, филиале Астраханского государственного политехнического колледжа, филиале Современной гуманитарной академии, филиале Московского государственного университета экономики, статистики и информационных технологий.

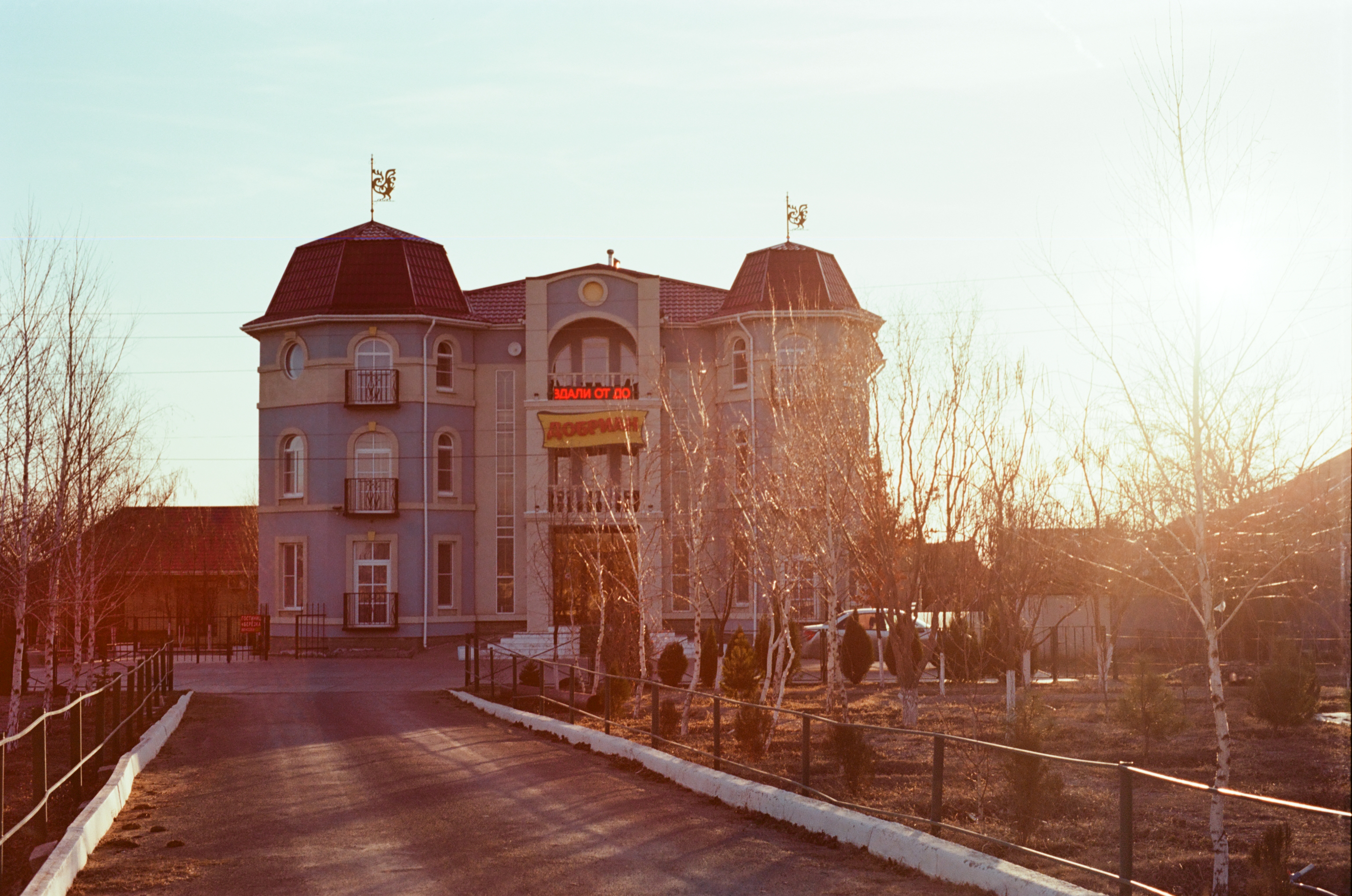
Гостиница Добриан (2020)

## Население
Динамика численности населения по годам:
| 1914 | 1916 |
| ---- | ---- |
| 200  | 199  |

| 1939  | 1959  | 1970  | 1979  | 1989  | 2002  | 2009  | 2010  | 2011  |
| ----- | ----- | ----- | ----- | ----- | ----- | ----- | ----- | ----- |
| 2228  | ↗3189 | ↗5173 | ↗7504 | ↗9185 | ↘8899 | ↗9165 | ↘9024 | ↗9402 |
| 2012  | 2013  | 2014  | 2015  | 2016  | 2017  | 2018  | 2019  | 2020  |
| ↘9076 | ↘8966 | ↘8837 | ↘8793 | ↘8763 | ↘8661 | ↘8514 | ↘8379 | ↘8266 |
| 2021  |       |       |       |       |       |       |       |       |
| ↗9014 |       |       |       |       |       |       |       |       |

Национальный состав
| Русские                                         | 1 133 (50,6 %) | 7 267 (80,5 %) |
| Калмыки                                         | 1 017 (45.6 %) | 800 (8,9 %)    |
| Казахи                                          | …              | 339 (3,8 %)    |
| Татары                                          | …              | 133 (1,5 %)    |
| Чеченцы                                         | …              | 53 (0,6 %)     |
| Показаны народы c численностью более 50 человек |                |                |

По итогам переписи населения 2020 года проживали следующие национальности (национальности менее 0,1 % и другое см. в сноске к строке «Другие»):
| Национальность | Численность, чел. | Доля     |
| -------------- | ----------------- | -------- |
| Русские        | 7039              | 78,09 %  |
| Калмыки        | 742               | 8,23 %   |
| Казахи         | 288               | 3,20 %   |
| Татары         | 161               | 1,79 %   |
| Даргинцы       | 76                | 0,84 %   |
| Чеченцы        | 64                | 0,71 %   |
| Аварцы         | 29                | 0,32 %   |
| Украинцы       | 22                | 0,24 %   |
| Армяне         | 21                | 0,23 %   |
| Цыгане         | 18                | 0,20 %   |
| Узбеки         | 13                | 0,14 %   |
| Ногайцы        | 12                | 0,13 %   |
| Кумыки         | 10                | 0,11 %   |
| Другие         | 519               | 5,77 %   |
| Итого          | 9014              | 100,00 % |

## Экономика
В окрестностях посёлка ведется добыча нефти и газа. Расположены территориальное производственное предприятие «Астрахань-морнефтегаз», и ООО «Лукойлнижневолжскнефть», Астраханский цех технологического транспорта ООО «Лукойлнижневолжскнефть».
Другой важной отраслью экономики посёлка является сельское хозяйство. Климатические условия позволяют успешно выращивать многие теплолюбивые культуры, в первую очередь овощи, бахчевые, табак, хлопчатник. В личных подсобных хозяйствах успешно ведется развитие садоводства и виноградарства. Отличительно чертой животноводства является разведение овец для производства шерсти грозненской породы, для производства мяса элитных пород.

## Культура
В Лимане имеются районный центр культуры и досуга, кинотеатр, детская спортивная школа, школа изобразительных искусств, школа танцев, детская музыкальная школа, детская драматическая школа, районный центр внешкольной работы, работают две средние образовательные школы и более полутора десятка детских садов. Спорткомплекс.

## Достопримечательности
- Парк Ветеранов (ул. Героев).
- Парк Мира (ул. Мира).
- Мемориалы павшим воинам на ул. Ленина и на ул. Мира.
- Центральная аллея (пересекает поселок почти поперёк).
- Лиманский хурул. В архитектуре хурула ярко отражены основные символы буддизма, такие как Колесо учения, символизирующее вечное движение; барабаны кюрдэ с молитвами, помогающие достичь просветления. Внутри хурула находится золотая статуя Будды, высотой полтора метра[33].

## Буддизм
Хурул. Открыт в декабре 2003 года.